# 棒球的性隱喻
棒球的性隱喻（英語：Baseball metaphors for sex）是在青少年中，用來表示和情侶或其他性接觸對象肢體親密程度的委婉語。此用語開始於二次大戰之後的美國青少年，將性活動描述為棒球中的一些術語。

## 細節

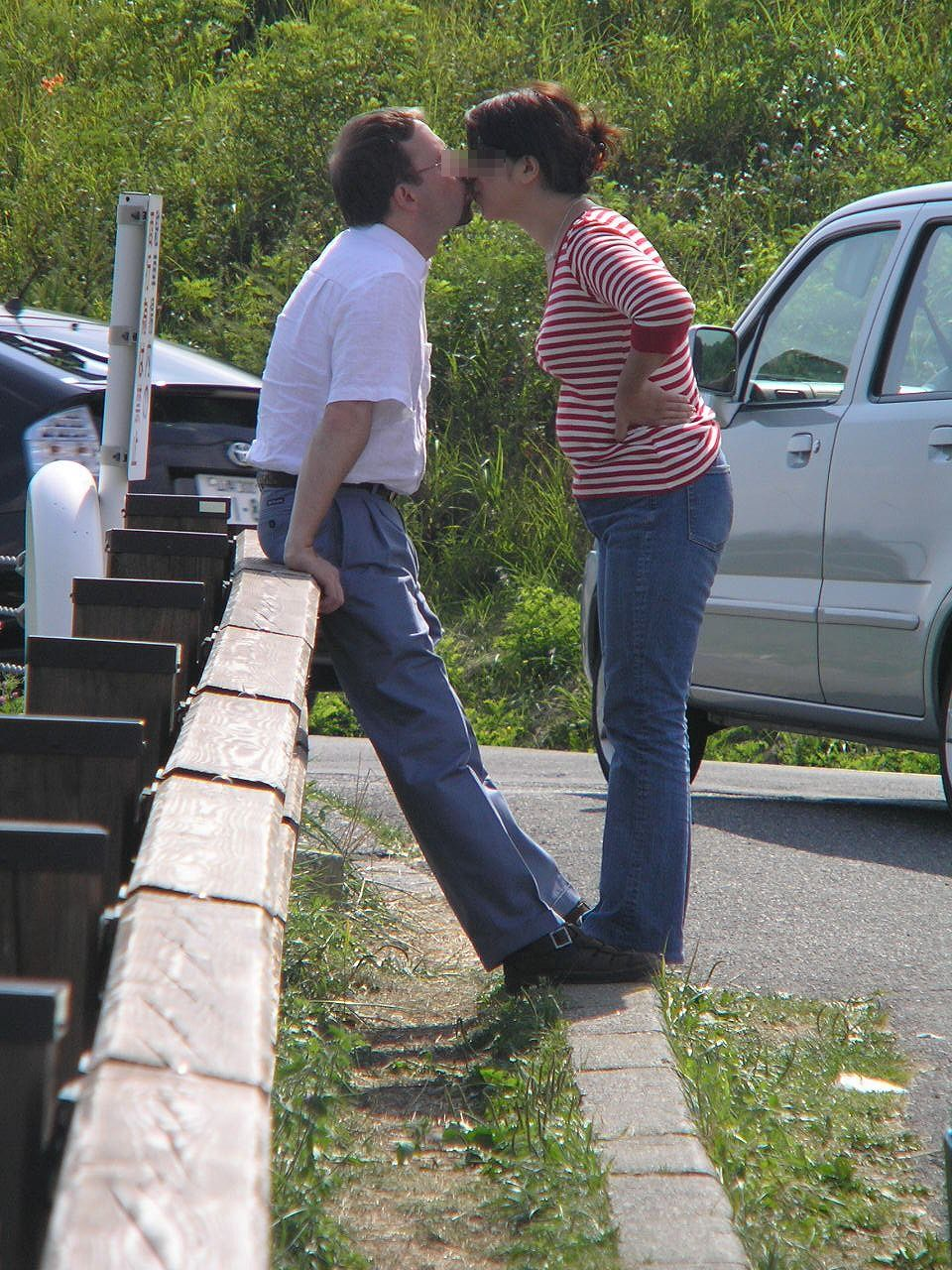
依定義不同，親吻是美國人的一壘，但可能是華人的二壘

最常見的用法是以「壘包」表示肢體親密的程度。定義可能有所不同。
美國常見的是以下的定義：
- 一壘：嘴對嘴接吻，特別是法式濕吻。
- 二壘：接觸或親吻乳房，有些定義下，這是指隔著衣服（即未直接碰觸皮膚）碰觸性感帶或是相互抚慰。
- 三壘：碰觸腰部以下性感帶，但沒有性交，有些定義下，這可以指口交。
- 本壘：陰莖插入陰道的性行為。
- 陽春全壘打：直接跑回本壘。迅速發展；指一夜情。
- 界外球：偏了。指肛交。

華人世界有時是沿用美國的定義，但也有些是使用以下的定義，故在溝通上，可能會造成誤解：
- 一壘：牽手、摟腰、擁抱、親吻臉頰。
- 二壘：嘴對嘴接吻、舌吻（有時加裸體擁抱、撫摸乳房）。
- 三壘：相互愛撫。
- 全壘打：性交。

## 性教育
許多教師在進行中學學生的性教育時，也用隱喻性性行為的棒球術語來作為有效的解說工具。Levin和Bell在書籍《A Chicken's Guide to Talking Turkey With Your Kids About Sex》用這些詞幫助父母和其子女討論青春期的事物，在書中將其主題分為「一壘」（頸部以上的性接觸）、「二壘」（頸部到腰部的性接觸）、「三壘」（腰部以下的性接觸）及「本壘」（性行為）。

## 外部連結
- Dale, David. . The Sun-Herald. 2004-02-10  [2015-03-23]. （原始内容存档于2015-09-24）.